# Saint-André (Haute-Garonne)
Saint-André település Franciaországban, Haute-Garonne megyében. Lakosainak száma 241 fő (2022. január 1.). Saint-André Boussan, Cassagnabère-Tournas, Eoux, Esparron, Fabas, Lilhac és Salerm községekkel határos.

## Népesség
A település népessége az elmúlt években az alábbi módon változott:
| Lakosok száma | 216  | 225  | 192  | 205  | 218  | 216  | 223  | 233  | 237  | 241  |
|               | 1968 | 1982 | 1990 | 2006 | 2013 | 2015 | 2017 | 2019 | 2020 | 2022 |